# توکسبری (ماساچوست)
توکسبری، ماساچوست
توکسبری (به انگلیسی: Tewksbury) شهرکی در شهرستان میدلسکس ایالت ماساچوست می‌باشد که در سال ۱۷۳۴ بنیان‌گذاری شده‌است. این شهرک در سرشماری سال ۲۰۱۰ میلادی، ۲۸٬۹۶۱ نفر جمعیت داشته‌است.